# Prospalta semirufa
Prospalta semirufa là một loài bướm đêm trong họ Noctuidae.